# Кембридж, Руперт, виконт Трематон
Руперт Кембридж (англ. Rupert Cambridge; 24 апреля 1907, Клермон-хауз, Суррей, Великобритания — 15 апреля 1928, Бельвиль-сюр-Сон, Франция) — британский аристократ, близкий родственник королевской семьи, носивший титул учтивости виконт Трематон. Сын и наследник Александра Кембриджа, графа Атлона, погибший при жизни отца.

## Биография
По рождению Руперт принадлежал к Текскому дому — побочной ветви Вюртембергского герцогского дома, представители которой обосновались в Великобритании. Его отец Александр Текский был правнуком по матери британского короля Георга III и братом королевы Марии Текской, жены Георга V. Матерью Руперта была принцесса Алиса, внучка королевы Виктории. Таким образом, принц Руперт Текский, как его звали в детстве, по обеим линиям находился в близком родстве с британской королевской семьёй.
От предков по матери принц унаследовал гемофилию. В 1915 году он вслед за отцом отказался от немецкой фамилии и принял английскую — Кембридж. В 1917 году принц Александр получил титул графа Атлона, а Руперт как его наследник получил титул учтивости виконт Трематон.
Виконт получил образование в Итоне и Тринити-колледже в Кембридже.  1 апреля 1928 года он вместе с двумя друзьями попал в дорожную аварию во Франции: машина, в которой ехали эти трое, врезалась в дерево, и один из них погиб на месте, а Руперт с травмой головы оказался в больнице в Бельвиль-сюр-Сон. Там он и умер 15 апреля от внутримозгового кровоизлияния. Отпевание состоялось в часовне святого Георгия в Виндзоре, тело похоронили в королевской усыпальнице во Фрогморе.